# براد دبليو. فوستر
براد دبليو. فوستر (بالإنجليزية: Brad W. Foster)‏ هو رسام كارتون وكاتب أمريكي، ولد في 26 أبريل 1955 في سان أنطونيو في الولايات المتحدة.